# Ефимова (Тюменская область)
Ефимова — деревня в Абатском районе Тюменской области России. Входит в состав Тушнолобовского сельского поселения.

## История
В «Списке населенных мест Российской империи» 1871 года издания (по сведениям 1868—1869 годов) населённый пункт упомянут как казённая деревня Ишимского округа Тобольской губернии, при речке Вавилоне, расположенная в 45 верстах от окружного центра города Ишим. В деревне насчитывалось 37 дворов и проживало 230 человек (116 мужчин и 114 женщин).
В 1926 году в деревне имелось 46 хозяйств и проживало 275 человек (131 мужчина и 144 женщины). В административном отношении Ефимова входила в состав Тушнолобовского сельсовета Абатского района Ишимского округа Уральской области.

## География
Деревня находится в юго-восточной части Тюменской области, в лесостепной зоне, в пределах Ишимской равнины, на правом берегу реки Вавилон, на расстоянии примерно 18 километров (по прямой) к юго-западу от села Абатское, административного центра района. Абсолютная высота — 72 метра над уровнем моря. К северу от деревни проходит федеральная автодорога Р402.

### Часовой пояс
Ефимова, как и вся Тюменская область, находится в часовой зоне МСК+2. Смещение применяемого времени относительно UTC составляет +5:00.

## Население
| 1989 | 2002 | 2010 |
| ---- | ---- | ---- |
| 76   | ↘71  | ↘64  |

Гендерный состав
По данным Всероссийской переписи населения 2010 года в гендерной структуре населения мужчины составляли 40,6 %, женщины — соответственно 59,4 %.
Национальный состав
Согласно результатам переписи 2002 года, в национальной структуре населения русские составляли 99 % из 71 чел.

## Улицы
Уличная сеть деревни состоит из одной улицы (ул. Звёздная).